# Platja d'As Catedrais
La Platja d'As Catedrais (en gallec: Praia das Catedrais, literalment "Platja de les Catedrals"), nom turístic de la Praia de Augas Santas (en català: Platja d'Aigües Santes), és una platja situada a la parròquia d'A Devesa, al municipi gallec de Ribadeo, a la província de Lugo.

## Característiques
Destaquen els seus 300 metres de penya-segats de pissarra i esquist foradats per la marea, formant uns arcs semblants als de les catedrals gòtiques (d'aquí el seu nom) i que només poden veure's amb la baixamar, moment en què també es poden visitar coves de desenes de metres o passadisos de sorra entre blocs de roca. La platja té aquest relleu degut a l'efecte de l'erosió del vent i de l'aigua salada.
La platja forma part dun lloc d'importància comunitària i està catalogat dins de la Xarxa Natura 2000. A més, ha estat declarada monument natural per la Xunta de Galícia.
L'any 2008 va ser escollida com la millor platja d'Europa pel web de viatges més consultat de la Unió Europea, Youvox Voyage, que va realitzar una enquesta sobre 8.000 platges del món. L'any 2012 va ser escollida per Traveller's Choice com la millor platja d'Espanya, la segona d'Europa i la sisena a nivell mundial.

## Accessos
S'accedeix des de la N-634 o des de la paral·lela autovia A-8, que uneix Galícia amb Astúries. També s'hi pot arribar amb ferrocarril a través de les estacions d'Esteiro i Reinante, de Renfe-FEVE.

## Galeria d'imatges

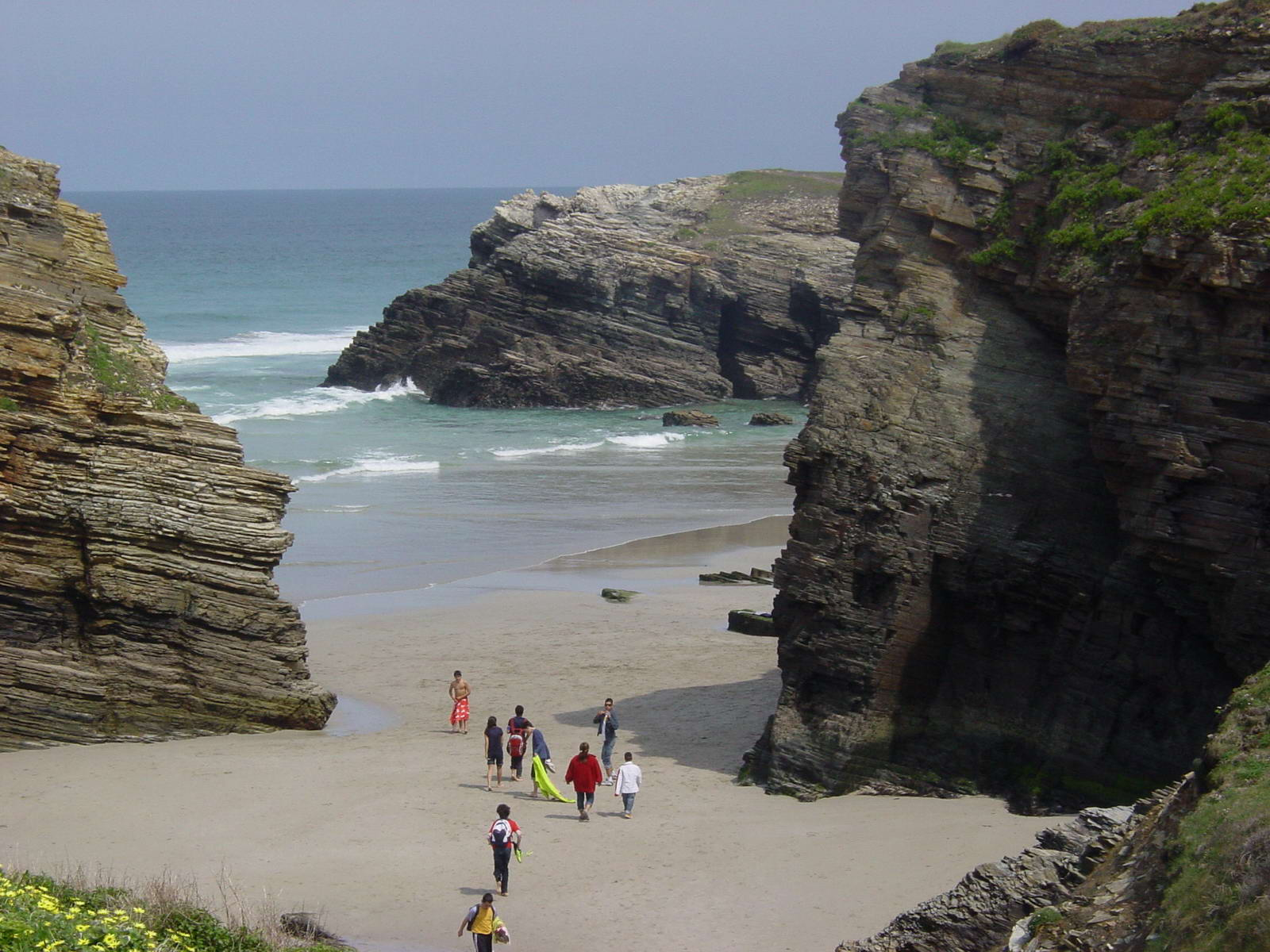
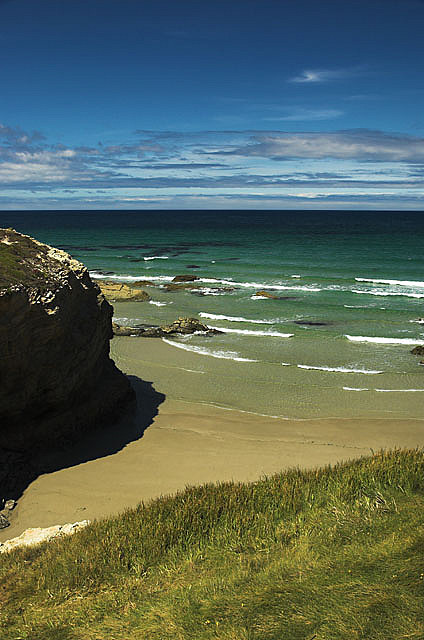
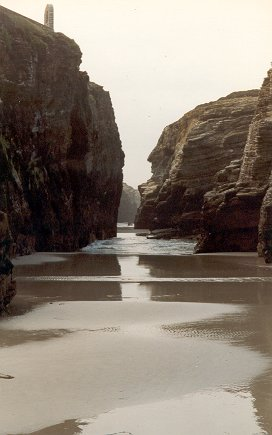